# Helen Brooke Taussig
Helen Brooke Taussig (* 24. Mai 1898, Cambridge (Massachusetts); † 20. Mai 1986 in Kennett Square, Chester County (Pennsylvania)) war eine US-amerikanische Kinderärztin und Kardiologin. Sie gilt als Begründerin der Kinder-Kardiologie in den USA.

## Leben und Werk
Taussig war die Tochter des Wirtschaftswissenschaftlers und Harvard-Professors Frank William Taussig. Nachdem sie in ihrer Jugend eine schwere Dyslexie überwunden hatte, studierte sie zunächst am Radcliffe College und der University of California, Berkeley (Bachelorabschluss 1921). Danach studierte sie Medizin an der Harvard Medical School und der Boston University und spezialisierte sich dann an der Johns Hopkins University auf Kardiologie. Nach ihrem Abschluss 1927 war sie Leiterin der Kardiologie im Harriet Lane Home for Children der Johns Hopkins University. 1930 wurde sie dort Direktorin. 1959 erhielt sie eine volle Professur an der Johns Hopkins (als erste Frau).
In ihrem späteren Leben war sie stark hörbehindert, weshalb sie im Umgang mit ihren Patienten Lippen lesen lernte und den Herzrhythmus mit den Fingern statt dem Stethoskop abhörte. 1963 ging sie offiziell in den Ruhestand, blieb aber weiter wissenschaftlich aktiv und hielt Vorträge. Sie starb bei einem Autounfall, als sie Freunde zu einer Wahl fahren wollte.
Zusammen mit Alfred Blalock (dem Leiter der Chirurgie an der Johns Hopkins) und Vivien Thomas entwickelte sie an der Johns-Hopkins-Universität in Baltimore die Blalock-Taussig-Operation zur Behandlung von Kindern, die infolge von angeborenen Herzfehlern (etwa einer Fallot-Tetralogie) an einer Zyanose (Sauerstoffunterversorgung) leiden, damals auch auf Grund der Blaufärbung der betroffenen Kinder 'Blue-Baby-Syndrom' genannt. Die Anregung für die Methode kam von Taussig. Die erste Operation nach dieser Methode erfolgte 1944.
Auch war sie in den USA wesentlich beteiligt an einem frühzeitigen Verbot von Thalidomid (Contergan), das bei Embryos eine Phokomelie (Flossen- oder Stummelgliedrigkeit) hervorrief. Dazu reiste sie 1962 nach Deutschland um Contergan-Fälle zu studieren. Für ihre Rolle beim Verbot von Contergan in den USA (unter anderem sagte sie in dieser Frage vor dem US-Kongress aus) erhielt sie 1964 die Medal of Freedom des US-Präsidenten.
Sie war auch eine Pionierin in der Röntgendiagnostik von Herzfehlern (und der Lunge), was sie 1947 in ihrem Buch Congenital Malformations of the Heart darstellte.
1948 wurde Taussig mit dem Passano Award und 1954 mit dem Antonio-Feltrinelli-Preis ausgezeichnet. 1955 erhielt sie den Albert Lasker Award for Clinical Medical Research. 1957 wurde sie in die American Academy of Arts and Sciences gewählt, 1973 in die National Academy of Sciences. 1965 wurde sie als erste Frau Präsidentin der American Heart Association. 1971 erhielt sie den John Howland Award und 1982 die Elizabeth Blackwell Medal der American Medical Women’s Association. Die American Philosophical Society, deren Mitglied sie seit 1973 war, zeichnete sie 1986 mit ihrer Benjamin Franklin Medal aus. 1987 erhielt sie die George M. Kober Medal.
Eines der Colleges der Johns Hopkins University School of Medicine ist nach ihr benannt (2005), ebenso das Helen B. Taussig Children’s Pediatric Cardiac Center der Johns Hopkins und die Helen B. Taussig-Herzklinik der Universitätskinderklinik Göttingen.

## Werke (Auswahl)
- Congenital malformations of the heart, zwei Bände. New York, Commonwealth Fund, 1947. Bereinigte Auflage, 1960–1961.
- Congenital aneurysmal dilatation of the aorta associated with arachnodactyly. In: Bulletin of the Johns Hopkins Hospital, Baltimore, Jg. 72 (1943), S. 309–331 (zusammen mit R. W. Baer und E. H. Oppenheimer).
- Pediatric Profile. In: The Journal of Pediatrics, Jg. 77 (1979), Heft 10, S. 722–731.
- The First Full-time Academic Department of Pediatrics. The Story of the Harriet Lane Home. In: Johns Hopkins Medical Journal, Bd. 137 (1975), Juli, S. 27–47 (zusammen mit A. McGehee Harvey).